# Ласовська
Ласо́вська — жіноча форма слов'янського прізвища Ласовський.

## Відомі носії
- Ласовська Євгенія Костянтинівна (1904—1968) — українська оперна і камерна співачка
- Ласовська-Крук Мирослава (1919) — українська письменниця, малярка, акторка, громадська діячка.